# Маяк Нью-Лондон-Ледж
Маяк Нью-Лондон-Ледж (англ. New London Ledge Light) — маяк, расположенный в устье реки Темс недалеко от городов Нью-Лондон и Гротон, округ Нью-Лондон, штат Коннектикут, США. Построен в 1909 году. Автоматизирован в 1987 году.

## История
Чёрный риф, расположенный недалеко от устья реки Темс, представлял опасность для навигации, и после нескольких запросов, 28 апреля 1904 года, Конгресс США выделил 55 000$, а 4 марта 1909 года — дополнительно еще 60 000$ на строительство маяка в окрестностях Чёрного рифа. В качестве места строительства был выбран соседний Юго-Западный риф. Опалубку для фундамента маяка изготовили на суше, затем буксировали к месту строительства, и только затем её заполнили бетоном и гравием. Строительство было завершено в 1909 году. Маяк представлял собой трёхэтажное кирпичное здание, на крыше которого была расположена круглая башня маяка, в которой была установлена линза Френеля. Маяк Нью-Лондон-Ледж является одним из самых ярких и необычных маяков в США, в его архитектуре заметно влияние английского и французского колониальных стилей. Официально маяк был назван «маяк Юго-Западного рифа», но поскольку маяк с таким названием уже существовал около города Нью-Хейвен, для избежания путаницы его переименовали в «маяк Нью-Лондон-Ледж». Он был автоматизирован Береговой охраной США в 1987 году. 
Оригинальная линза Френеля в настоящий момент выставлена в Морском музее в здании таможни Нью-Лондона.
В 1990 году маяк был включён в Национальный реестр исторических мест.

## Легенды
Согласно исследованиям психологов, про уединённые и старые здания чаще всего появляются легенды о том, что в них обитают призраки. Маяк Нью-Лондон-Ледж, как и маяки Пенфилд-Риф и Стратфорд-Шол, идеально подходит под это описание, и неудивительно, что про три этих маяка ходят подобные легенды среди местных жителей. Согласно этой легенде, местный призрак — это бывший смотритель маяка по имени Эрни. Маяку был посвящён один из выпусков программы Охотники за призраками на канале Sci-fi.